# Miss Universo 2007
Miss Universo 2007, la 56.ª edición del concurso Miss Universo, se llevó a cabo en el Auditorio Nacional en Ciudad de México (México) el 28 de mayo de 2007.
Representantes provenientes de setenta y siete países y territorios compitieron por el título en esta edición del concurso. Al final del evento, Miss Universo 2006, Zuleyka Rivera de Puerto Rico, coronó como su sucesora a Riyo Mori de Japón. Elegida por un jurado de diez personas, la ganadora, de 20 años, se convirtió en la segunda —y hasta ahora más reciente— representante de su país en obtener el título de Miss Universo, después de Akiko Kojima (Miss Universo 1959).
El concurso fue presentado por Mario Lopez y Vanessa Minnillo, Miss Teen USA 1998. El grupo mexicano de pop latino RBD de encargó del entretenimiento.

## Antecedentes

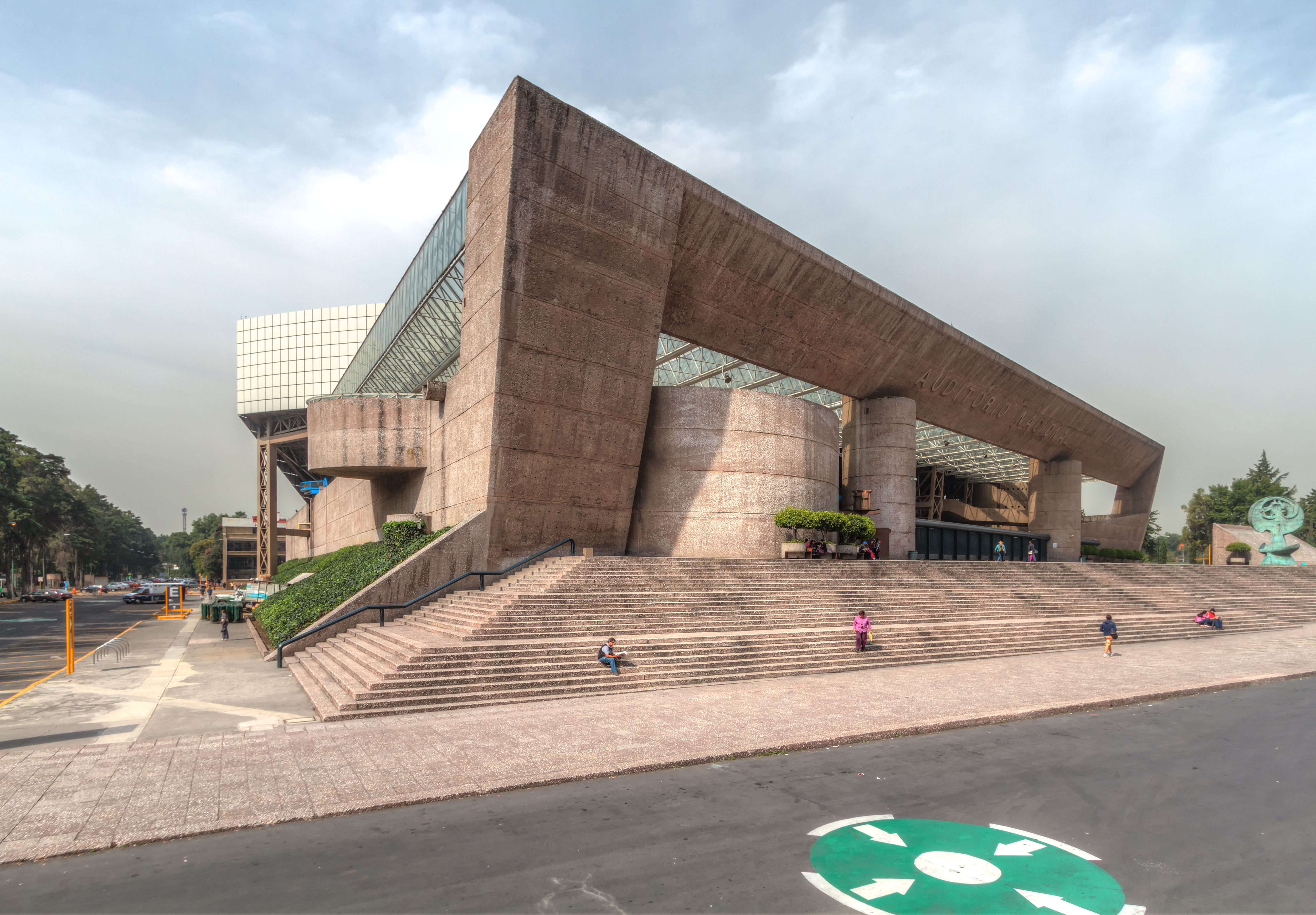
Auditorio Nacional, sede de Miss Universo 2007

### Sede y fecha
El 11 de febrero de 2007, Pedro Rodríguez, presidente del Grupo Promotor Mu México, anunció que las ciudades de Cancún y Oaxaca serían las sedes de la edición 2007 del concurso en mayo. Sin embargo, el 30 de marzo de 2007, Donald Trump, propietario de la Organización Miss Universo, y Paula Shugart, presidenta de la Organización Miss Universo, anunciaron que el concurso se llevaría a cabo en el Auditorio Nacional de la Ciudad de México el 28 de mayo de 2007. Oaxaca tuvo que rechazar ser una de las ciudades anfitrionas de algunos eventos del concurso debido al conflicto político-social que estaba sucediendo en el estado. Las ruinas de Monte Albán en Oaxaca estaban planeadas para ser el lugar de la competencia del traje nacional, pero se reubicó al Ángel de la Independencia en la Ciudad de México.

### Selección de candidatas

#### Reemplazos
Sharon Kenett fue designada para representar a Israel en Miss Universo después de que Liran Kohener, Miss Israel 2007, tuviera que completar su servicio militar obligatorio. Miss Mauricio 2006 Melody Selvon fue reemplazada por Sandra Faro, la primera finalista de Miss Mauricio 2006, debido a que era menor de edad. Selvon tenía solo 16 años.

#### Debuts, regresos y retiros
La edición de 2007 vio los debuts de Tanzania, Serbia y Montenegro como dos naciones separadas, y los regresos de Barbados, Belice, Curazao, Honduras e Italia. Honduras compitió por última vez en 2002, mientras que los demás compitieron por última vez en 2005. Chile, Etiopía, Ghana, Irlanda, Islandia, Islas Caimán, Islas Marianas del Norte, Letonia, Namibia, Reino Unido, Sint Maarten, Trinidad y Tobago y Turquía se retiraron después de que sus respectivas organizaciones no lograron realizar un concurso nacional o designar a una candidata. Serbia y Montenegro compitieron como dos países separados a partir de esta edición. Aruni Rajapaksha de Sri Lanka se retiró por razones no reveladas. Sin embargo, Rajapaksha compitió en el concurso el año siguiente. Casynella Olivierre de San Vicente y las Granadinas se retiró por razones desconocidas, a pesar de haber anunciado que competiría en Miss Universo 2007 dos años antes. Lestapier Winqvist de Suecia se retiró después de no presentarse al concurso, ya que consideró que la competencia era «misógina».

### Incidentes antes del concurso
En abril de 2007, estalló la controversia por el traje nacional propuesto para Rosa María Ojeda, representante de México. La falda del traje representaba escenas de la Guerra Cristera, una rebelión católica en la década de 1920 en la que murieron miles de personas, incluyendo ahorcamientos. El atuendo también incluía un cinturón adornado con balas y un collar de crucifijo. El diseño fue elegido entre más de treinta otros y había sido pensado para mostrar la cultura e historia de México, pero generó controversia debido a las reclamaciones de que era de mal gusto y inapropiado. Los propietarios del concurso dijeron que el traje sería rediseñado para incluir una imagen de la Virgen de Guadalupe.

## Resultados

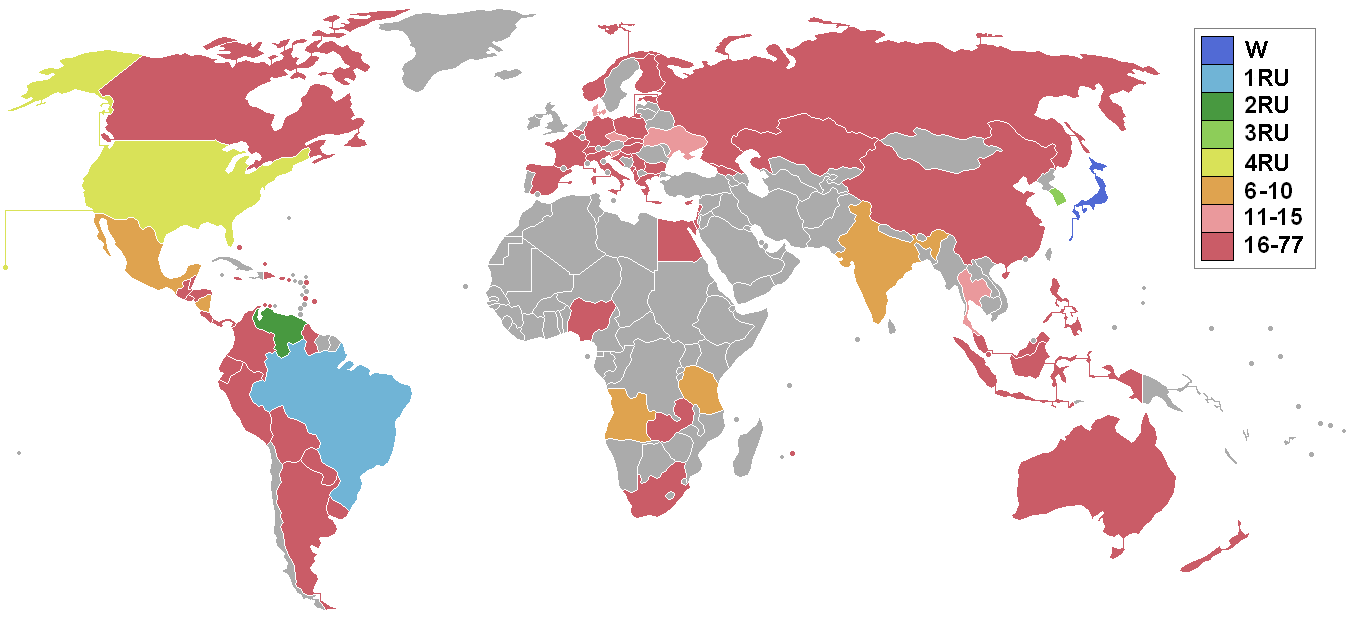
Países y territorios que enviaron candidatas y resultados para Miss Universo 2007

### Clasificación final
La ganadora, las finalistas, las semifinalistas y las cuartofinalistas son las siguientes candidatas:
| Posición                  | Candidata |
| ------------------------- | --- |
| Miss Universo 2007        | - Japón - Riyo Mori |
| Primera finalista         | - Brasil - Natália Guimarães |
| Segunda finalista         | - Venezuela - Ly Jonaitis |
| Tercera finalista         | - Corea del Sur - Honey Lee |
| Cuarta finalista          | - Estados Unidos - Rachel Smith |
| Semifinalistas (Top 10)   | - Angola - Micaela Reis - India - Puja Gupta - México - Rosa María Ojeda - Nicaragua - Xiomara Blandino - Tanzania - Flaviana Matata                     |
| Cuartofinalistas (Top 15) | - Dinamarca - Žaklina Šojić - Eslovenia - Tjaša Kokalj - República Checa - Lucie Hadašová - Tailandia - Farung Yuthithum - Ucrania - Lyudmila Bikmullina |

#### Puntajes finales
Los puntajes sirven solo para eliminar candidatas y no se suman ni promedian.
| País/Territorio | Traje de baño | Traje de noche |
| --------------- | ------------- | -------------- |
| Japón           | 9.599 (1)     | 8.943 (4)      |
| Brasil          | 9.560 (2)     | 9.599 (1)      |
| Venezuela       | 8.971 (7)     | 9.510 (2)      |
| Corea del Sur   | 9.458 (3)     | 9.183 (3)      |
| Estados Unidos  | 8.995 (6)     | 8.754 (5)      |
| Tanzania        | 9.223 (4)     | 8.488 (6)      |
| Angola          | 9.150 (5)     | 8.363 (7)      |
| México          | 8.527 (9)     | 7.850 (8)      |
| India           | 8.548 (8)     | 7.825 (9)      |
| Nicaragua       | 8.171 (10)    | 7.674 (10)     |
| Eslovenia       | 8.163 (11)    |                |
| República Checa | 8.113 (12)    |                |
| Dinamarca       | 7.969 (13)    |                |
| Tailandia       | 7.940 (14)    |                |
| Ucrania         | 7.900 (15)    |                |

### Premios especiales
Los premios especiales fueron otorgados a las siguientes candidatas:
| Premio          | Candidata                          |
| --------------- | ---------------------------------- |
| Miss Fotogénica | - Filipinas - Anna Theresa Licaros |
| Miss Simpatía   | - China - Zhang Ningning           |

## El concurso

### Formato
La Organización Miss Universo introdujo varios cambios específicos al formato para esta edición. La cantidad de cuartofinalistas se redujo a quince, la misma cantidad de cuartofinalistas en 2005. Se eligieron quince cuartofinalistas a través de la competencia preliminar, que estuvo compuesta por las competencias de traje de baño y traje de noche, así como entrevistas a puerta cerrada. Las quince cuartofinalistas compitieron en traje de baño y se redujeron a las 10 semifinalistas después. Las diez semifinalistas compitieron en traje de noche y se redujeron a las cinco finalistas después. Este fue el primer año desde 2002 que se mostraron en televisión las calificaciones promedio de los jueces. Las cinco finalistas compitieron en la ronda de preguntas y respuestas y la última pasada (final look). Fue la primera vez desde 2001 que la pregunta final dirigida a las finalistas provino de los jueces en lugar de las cinco finalistas y la actual Miss Universo.

### Panel de jueces
El panel de jueces estuvo conformado por las siguientes diez personas:
- Tony Romo, mariscal de campo de los Dallas Cowboys
- James Kyson Lee, actor en Héroes
- Nina Garcia, jueza de Project Runway y directora de moda de la revista Elle
- Dave Navarro, estrella de rock
- Dayanara Torres, Miss Universo 1993 de Puerto Rico
- Mauricio Islas, actor mexicano
- Lindsay Clubine, modelo de maletín en Deal or No Deal
- Marc Bouwer, diseñador de moda
- Christiane Martel, Miss Universo 1953 de Francia
- Michelle Kwan, campeona mundial, medallista de plata en los Juegos Olímpicos de Nagano 1998 y medallista de bronce en los Juegos Olímpicos de Salt Lake City 2002 en patinaje artístico

## Candidatas

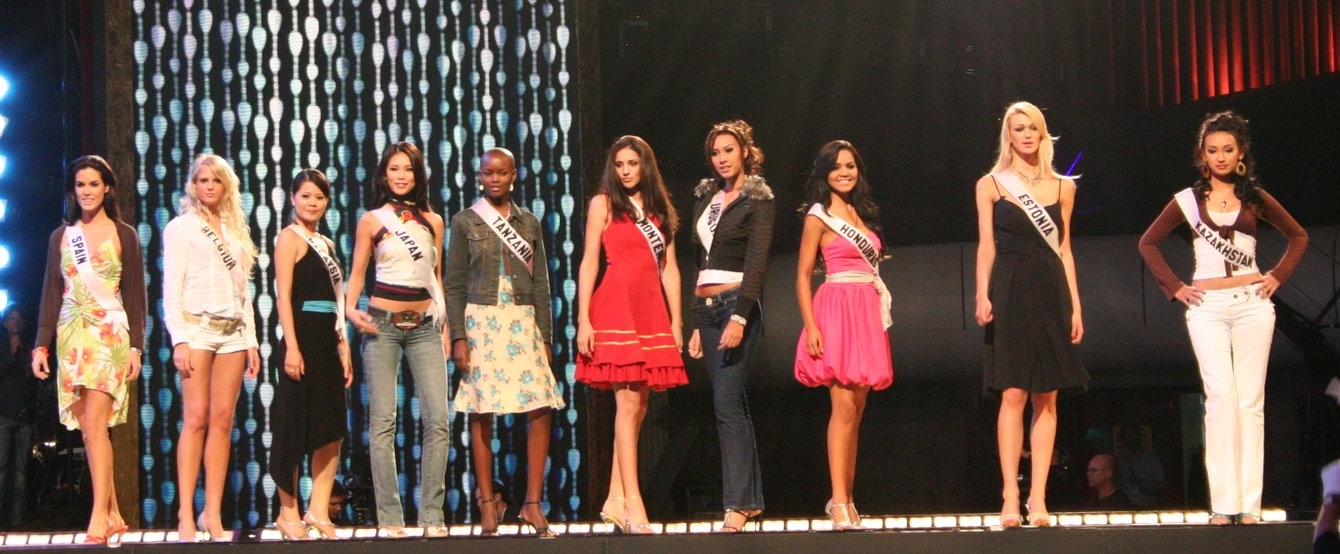
Las candidatas durante los ensayos

Setenta y siete candidatas compitieron por el título.
| País/Territorio                      | Candidata              | Edad | Procedencia         |
| ------------------------------------ | ---------------------- | ---- | ------------------- |
| Albania                              | Sadina Alla            | 18   | Tirana              |
| Alemania                             | Angelina Glass         | 19   | Berlín              |
| Angola                               | Micaela Reis           | 18   | Luanda              |
| Antigua y Barbuda                    | Stephanie Winter       | 18   | Saint John          |
| Argentina                            | Daniela Stucan         | 25   | Ensenada            |
| Aruba                                | Carolina Raven         | 23   | Tanki Leendert      |
| Australia                            | Kimberley Busteed      | 18   | Gladstone           |
| Bahamas                              | Trinere Lynes          | 18   | Nueva Providencia   |
| Barbados                             | Jewel Garner           | 24   | Christ Church       |
| Bélgica                              | Annelien Coorevits     | 21   | Wijtschate          |
| Belice                               | Maria Jeffery          | 25   | Ciudad de Belice    |
| Bolivia                              | Jessica Jordan         | 23   | Huacaraje           |
| Brasil                               | Natália Guimarães      | 22   | Belo Horizonte      |
| Bulgaria                             | Gergana Kochanova      | 20   | Sofía               |
| Canadá                               | Inga Skaya             | 21   | Toronto             |
| China                                | Zhang Ningning         | 20   | Shenyang            |
| Chipre                               | Polyvia Achilleos      | 22   | Nicosia             |
| Colombia                             | Eileen Roca            | 20   | Valledupar          |
| Corea del Sur                        | Honey Lee              | 24   | Seúl                |
| Costa Rica                           | Verónica González      | 24   | Orotina             |
| Croacia                              | Jelena Maros           | 19   | Split               |
| Curazao                              | Naemi Monte            | 20   | Willemstad          |
| Dinamarca                            | Žaklina Šojić          | 25   | Copenhague          |
| Ecuador                              | Lugina Cabezas         | 20   | Quito               |
| Egipto                               | Ehsan Hatem            | 21   | El Cairo            |
| El Salvador                          | Lissette Rodríguez     | 22   | Mejicanos           |
| Eslovaquia                           | Lucia Senášiová        | 23   | Bratislava          |
| Eslovenia                            | Tjaša Kokalj           | 21   | Liubliana           |
| España                               | Natalia Zabala         | 24   | San Sebastián       |
| Estados Unidos                       | Rachel Smith           | 22   | Clarksville         |
| Estonia                              | Viktoria Azovskaja     | 20   | Tallin              |
| Filipinas                            | Anna Theresa Licaros   | 22   | Cuenca              |
| Finlandia                            | Noora Hautakangas      | 23   | Soini               |
| Francia                              | Rachel Legrain-Trapani | 18   | San Quintín         |
| Georgia                              | Ana Giorgelashvili     | 19   | Martvili            |
| Grecia                               | Doukissa Nomikou       | 20   | Atenas              |
| Guatemala                            | Alida Boer             | 22   | Ciudad de Guatemala |
| Guyana                               | Meleesea Payne         | 21   | Georgetown          |
| Honduras                             | Wendy Salgado          | 24   | Tegucigalpa         |
| Hungría                              | Ildikó Bóna            | 19   | Kaposmérő           |
| India                                | Puja Gupta             | 23   | Nueva Delhi         |
| Indonesia                            | Agni Pratistha         | 19   | Yakarta             |
| Islas Turcas y Caicos                | Saneita Been           | 21   | Providenciales      |
| Islas Vírgenes de los Estados Unidos | Renata Christian       | 23   | Santo Tomás         |
| Israel                               | Sharon Kenett          | 21   | Tel Aviv            |
| Italia                               | Valentina Massi        | 24   | Forlimpopoli        |
| Jamaica                              | Zahra Redwood          | 25   | Kingston            |
| Japón                                | Riyo Mori              | 20   | Shizuoka            |
| Kazajistán                           | Gaukhar Rakhmetaliyeva | 20   | Almaty              |
| Líbano                               | Nadine Njeim           | 19   | Maaser El Shouf     |
| Malasia                              | Adelaine Chin Ai Nee   | 23   | Kuala Lumpur        |
| Mauricio                             | Sandra Faro            | 20   | Quatre Bornes       |
| México                               | Rosa María Ojeda       | 20   | Culiacán            |
| Montenegro                           | Snežana Bušković       | 19   | Podgorica           |
| Nueva Zelanda                        | Laural Barrett         | 20   | Christchurch        |
| Nicaragua                            | Xiomara Blandino       | 22   | Managua             |
| Nigeria                              | Ebinabo Potts-Johnson  | 19   | Port Harcourt       |
| Noruega                              | Kirby Ann Basken       | 21   | Oslo                |
| Panamá                               | Sorangel Matos         | 22   | Yaviza              |
| Paraguay                             | María José Maldonado   | 21   | Fernando de la Mora |
| Perú                                 | Jimena Elías           | 18   | Lima                |
| Polonia                              | Dorota Gawron          | 23   | Częstochowa         |
| Puerto Rico                          | Wilmadilis Blasini     | 25   | Guayanilla          |
| República Checa                      | Lucie Hadašová         | 20   | Strážnice           |
| República Dominicana                 | Massiel Taveras        | 22   | Santiago            |
| Rusia                                | Tatiana Kotova         | 21   | Moscú               |
| Santa Lucía                          | Yoanna Henry           | 25   | Soufrière           |
| Serbia                               | Teodora Marčić         | 19   | Novi Sad            |
| Singapur                             | Jessica Tan            | 25   | Singapur            |
| Sudáfrica                            | Megan Coleman          | 22   | Hillcrest           |
| Suiza                                | Christa Rigozzi        | 24   | Monte Carasso       |
| Tanzania                             | Flaviana Matata        | 19   | Shinyanga           |
| Tailandia                            | Farung Yuthithum       | 20   | Pathum Thani        |
| Ucrania                              | Lyudmila Bikmullina    | 21   | Járkov              |
| Uruguay                              | Giannina Silva         | 22   | Montevideo          |
| Venezuela                            | Ly Jonaitis            | 21   | Tocuyito            |
| Zambia                               | Rosemary Chileshe      | 26   | Lusaka              |